# トゥウェンティー・フォープレイ
「トゥウェンティー・フォープレイ」(Twenty Foreplay)は、ジャネット・ジャクソンの楽曲。

## 概要
『デザイン・オブ・ア・ディケイド/グレイテスト・ヒッツ』に収録された新曲2曲の内の一つで、アルバムからの2枚目のシングルとしてリリースされた。
『デザイン・オブ・ア・ディケイド』のUS盤とインターナショナル盤とでは曲の長さが異なり、インターナショナル盤の方は短くエディットされている。
ミュージック・ビデオは女優のドロシー・ダンドリッジをオマージュしている。

## 収録曲
日本盤 マキシ・シングル
1. トゥウェンティー・フォープレイ (スロウ・ジャム・インターナショナル・エディット) - 4:26
2. ランアウェイ (ジャム&ルイス・ストリート・ミックス・エディット) - 3:23
3. ランアウェイ (ジャム&ルイス・ゲトー・ミックス) - 4:54
4. トゥウェンティー・フォープレイ (スロウ・ジャム・ビデオ・エディット) - 4:50

## チャート
| チャート (1996年)                        | 最高位 |
| ---------------------------------------- | ------ |
| オーストラリア (ARIA)                    | 29     |
| カナダ トップシングルス (RPM)            | 27     |
| カナダ CHR (The Record)                  | 27     |
| ドイツ (GfK Entertainment charts)        | 74     |
| オランダ (Dutch Top 40 Tipparade)        | 12     |
| オランダ (Single Top 100)                | 41     |
| ニュージーランド (Recorded Music NZ)     | 38     |
| スコットランド (Official Charts Company) | 31     |
| UK シングルス (OCC)                      | 22     |
| UK R&B (OCC)                             | 5      |
| UK エアプレイ (Music Week)               | 50     |
| US Pop Airplay (Billboard)               | 36     |
| US R&B/Hip-Hop Airplay (Billboard)       | 32     |
| US Rhythmic (Billboard)                  | 29     |
| US CHR/Pop (Radio & Records)             | 35     |
| US CHR/Rhythmic (Radio & Records)        | 28     |
| US Urban (Radio & Records)               | 15     |
| US Urban AC (Radio & Records)            | 15     |